# Ley de longitud
La Ley de Longitud de 1714 (nombre original en inglés: Longitude Act 1714) fue una resolución del Parlamento de Gran Bretaña aprobada en julio de 1714, al final del reinado de la reina Ana. Estableció la denominada Junta de Longitud y ofreció una serie de premios monetarios (Recompensas de longitud) para cualquiera que pudiese encontrar un método simple y práctico para la determinación precisa de la longitud geográfica de un barco en alta mar. La Ley de 1714 fue seguida por una serie de otras Leyes de Longitud que revisaron o reemplazaron a la original.

## Antecedentes

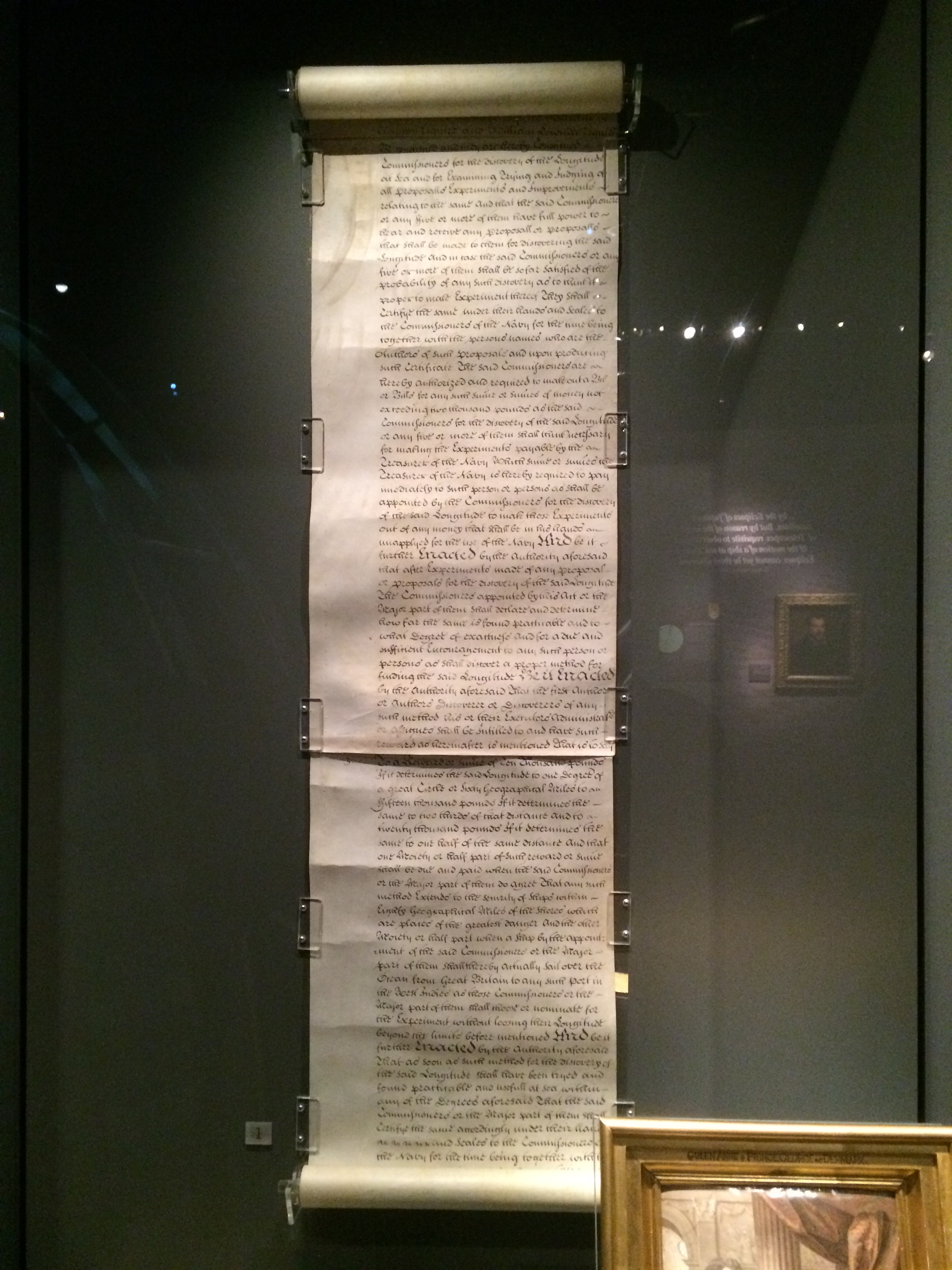
Ley de Longitud de 1714 original

A medida que los viajes transoceánicos aumentaron en importancia, también se hizo cada vez más necesario poder disponer de medios de navegación precisos y fiables en alta mar. Los científicos y navegantes llevaban mucho tiempo trabajando en el problema de medir la longitud geográfica. Si bien determinar la latitud era relativamente fácil, los primeros navegantes oceánicos tuvieron que confiar en la navegación por estima para encontrar la longitud. Este método era particularmente inexacto en viajes largos sin tierra a la vista, y en ocasiones provocó situaciones catastróficas, como durante el desastre naval de las Sorlingas de 1707, que costó la vida a casi 2000 marineros, lo que puso en primer plano una vez más el problema de medir la longitud en el mar. Tras la solicitud presentada en el Palacio de Westminster en mayo de 1714 por comerciantes y marineros que instaba a que se encontrara una solución adecuada al problema, se aprobó la Ley de Longitud en julio de 1714.
Para obtener más detalles sobre los esfuerzos realizados para determinar la longitud, consúltese el artículo sobre la historia de la longitud.

## Recompensas
La Ley de Longitud ofreció una serie de recompensas, en lugar de un solo premio, que aumentaban según la precisión lograda: 10.000 libras (actualmente, unas 1.54 millones en 2021) para cualquiera que pudiera encontrar una forma práctica de determinar la longitud en el mar con un error de no más de un grado sexagesimal de longitud (equivale a 60 millas náuticas (111,1 km) en el ecuador). La recompensa debía aumentarse a 15.000 libras si el error no era mayor de 40 minutos de arco, y aumentarse hasta 20.000 libras si no era mayor de medio grado. Se ofrecieron otras recompensas para aquellos que presentaron métodos que funcionaban al menos a 80 millas geográficas de la costa (siendo la parte más traicionera de los viajes) y para aquellos con ideas prometedoras que necesitaban ayuda para presentarlas a la prueba. Se pagaron muchas recompensas durante los 114 años de existencia de la Junta de Longitud. John Harrison recibió más dinero que cualquier otra persona, con varias recompensas en las décadas de 1730 a 1750, y 10.000 libras en 1765.
Las Leyes de Longitud posteriores ofrecieron diferentes recompensas. La de 1767 ofreció 5000 libras para mejoras en las tablas lunares de Tobias Mayer y la de 1774 redujo a la mitad la cantidad ofrecida para cualquier método o instrumento que alcanzara los grados de precisión descritos en la Ley original (es decir, 5000 libras por un grado, 7500 por 2⁄3 de un grado o 10.000 por 1⁄2 grado). La Ley de Longitud de 1818, que revisó por completo la composición y el mandato de la Junta de Longitud, cambió nuevamente las recompensas, que ahora se ofrecían para mejorar la navegación en general en lugar de simplemente por determinar la longitud. Además, la Ley estableció recompensas por navegar el Paso del Noroeste, nuevamente en una escala variable de 20.000 libras por llegar al Pacífico a través de un pasaje del noroeste, a 5000 por llegar a 110 grados al oeste o 89 grados al norte, y 1000 libras por llegar a 83 grados al norte. En 1820 se pagaron 5000 libras a los oficiales y tripulaciones de los buques HMS Hecla y HMS Griper en virtud de esta ley.

## Lecturas relacionadas
- Alexi Baker (julio de 2013), Longitude Acts Archivado el 19 de agosto de 2016 en Wayback Machine., proyecto Board of Longitude, Biblioteca digital Universidad de Cambridge
- Imagen de la ley original de los archivos parlamentarios (enlace roto disponible en Internet Archive; véase el historial, la primera versión y la última).